# 君塚幸吉
君塚 幸吉（きみづか こうきち、1902年8月1日 - 1992年2月19日）は元東京都目黒区長。

## 来歴・人物
千葉県生まれ。目黒区助役を経て、1958年から1975年まで区長（官選）。1972年からは特別区長会会長も務め、区長公選を中心とする特別区制改革に尽力した。1978年名誉区民に選ばれた。1992年2月19日、心不全のため89歳で死去。